# كالين (مغنية)
ماري صوفي كريسل (من مواليد 12 نوفمبر 1994) مغنية وراقصة ومصممة رقصات نمساوية والمعروفة أيضًا باسم كالين، مثلت النمسا في مسابقة الأغنية الأوروبية 2024 بأغنية "We Will Rave".

## نشأتها
نشأ كالين في ريد في ترونكريس في النمسا العليا. هي حفيدة هانليز كريسل-ورث، ملحن وشاعر غنائي ومنتج في أنواع الموسيقى الناجحة والشعبية. أخذت دروس الباليه لأول مرة عندما كانت في الثانية من عمرها. في سن السابعة، فازت بأول لقب لها في بطولة النمسا.